# طالعة

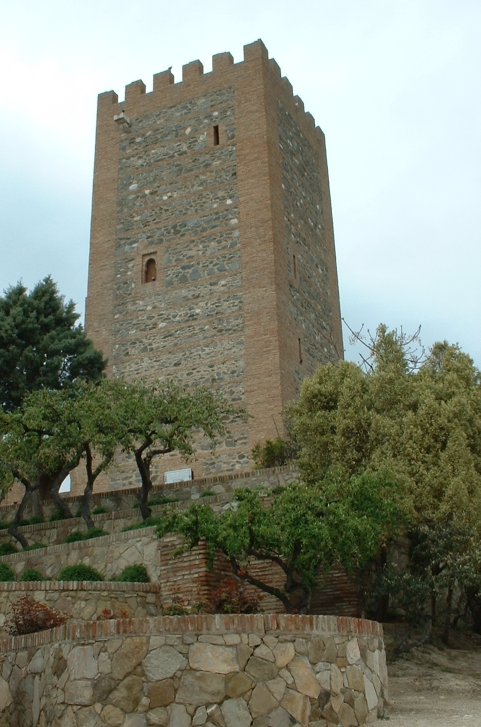
برج ب بلش مالقة

الطالعة منشأة عسكرية عبارة عن برج مراقبة يطوف عليه العسس. كان هذا البناء منتشرا بالمغرب والأندلس. انتقل هذا المصطلح للغة الإسبانية Atalaya. كان هذا المصطلح يشير في بداية فتح الأندلس إلى جماعات أهل الشرق المهاجرة إلى الجزيرة الإيبيرية حيث كانت تعرف ب«الطوالع».